# Хикори (округ)
Округ Хикори (англ. Hickory County) — округ штата Миссури, США. Население округа на 2009 год составляло 8903 человека. Административный центр округа — город Хермитидж.

## История
Округ Хикори основан в 1845 году.

## География
Округ занимает площадь 1033.4 км2.

## Демография
Согласно оценке Бюро переписи населения США, в округе Хикори в 2009 году проживало 8903 человека. Плотность населения составляла 8.6 человек на квадратный километр.